# Culicoides mcdonaldi
Culicoides mcdonaldi är en tvåvingeart som beskrevs av Wirth och Hubert 1989. Culicoides mcdonaldi ingår i släktet Culicoides och familjen svidknott.
Artens utbredningsområde är Taiwan. Inga underarter finns listade i Catalogue of Life.